# Karl Larsson (konstnär)
Karl Bernhard Larsson, född 16 september 1893 i Skövde, död 1 juni 1967 i Dobbs Ferry, New York, var en svenskamerikansk  målare, illustratör, skulptör och konsthantverkare.
Han var son till maskinisten Emil Larsson-Kapp och Hilma Josefina Roth och gift 1920–1940 med barnboksförfattaren Marjorie Flack och från 1946 med Margaret Sisson. Efter avslutad skolgång antogs Larsson som guldsmedslärling i Skövde men han bestämde sig för att utvandra och kom 1913 till Amerika. Där studerade han under flera års tid vid Art Students League i New York. Han medverkade i ett flertal ledande amerikanska samlingsutställningarbland annat med Society of Independent Artists 1924 och var även representerad vid den Svensk-amerikanska konstutställningen i Göteborg 1923. Bland hans offentliga arbeten märks en serie fresker i kapellet vid Via Coeli i Jemez Springs. Senare bodde han i Santa Fe, New Mexico där han utförde en muralmålning i Chapel of Lady of Guadalupe Church i Jemez Springs. Som illustratör illustrerade han sin första frus bok Pedro 1941 och Oliver La Farges The Mother Ditch samt ett antal barnmagasin. Som skulptör och konsthantverkare utförde han kyrkligt silversmide, altare, triptyker, vigvattenskärl, dopfuntar och järngrindar för kyrkor i Tucson, Fort Defiance och Phoenix, Arizona. Hans stafflikonst består av mexikanska motiv, landskap och figursaker utförda i olja eller akvarell. Larsson finns representerad vid bland annat Art Institute of Chicago.